# منتخب كوريا الجنوبية لكرة السلة للسيدات
منتخب كوريا الجنوبية الوطني لكرة السلة للسيدات هو المنتخب الذي يمثل كوريا الجنوبية في منافسات كرة السلة الدولية للنساء، والذي يقوم إتحاد كوريا لكرة السلة بإدارة شؤونه، يعتبر من أقوى منتخبات العالم وآسيا في كرة السلة حيث تمكن من الفوز ب1 ميدالية فضية في الألعاب الأولمبية الصيفية، وفاز بمركز الوصيف مرتين في كأس العالم لكرة السلة للنساء في سنة 1967 و 1979، وفاز 12 مرة ببطولة آسيا لكرة السلة للنساء ويحتل المركز الحادي عشر في تصنيف فيبا لكرة السلة.

## وصلات خارجية
- الموقع الرسمي